# Austrosynapha schajovskoyi
Austrosynapha schajovskoyi är en tvåvingeart som beskrevs av Duret 1973. Austrosynapha schajovskoyi ingår i släktet Austrosynapha och familjen svampmyggor. Inga underarter finns listade i Catalogue of Life.